# Albin Julius
Albin Julius, noto anche con lo pseudonimo di La Maison Moderne (16 ottobre 1967 – 4 maggio 2022), è stato un cantante, musicista e produttore discografico austriaco di genere neofolk e martial industrial, fondatore del gruppo musicale Der Blutharsch e dell'etichetta WKN.

## Biografia
Albin Julius, precedentemente ai Der Blutharsch fondò anche il gruppo The Moon Lay Hidden Beneath a Cloud che vedeva tematiche storiche mescolate a sonorità folk.
Il primo disco come Der Blutharsch fu l'omonimo picture disc, pubblicato in edizione limitata di 250 copie, e prodotto con la propria etichetta discografica, la Wir Kapitulieren Niemals (WKN).
Oltre alla WKN, Albin Julius ha fondato la HauRuck!, con la quale produce album di musica neofolk e industrial. La HauRuck! ha inoltre una sottoetichetta a Roma, Hau Ruck! SPQR.

## Discografia parziale

### Discografia come La Maison Moderne

#### EP
- 2000 - Day After Day

### Discografia con The Moon Lay Hidden Beneath a Cloud

#### Album
- 1993 - The Moon Lay Hidden Beneath A Cloud
- 1994 - Amara Tanta Tyri
- 1995 - A New Soldier Follows The Path Of A New King
- 1996 - Were You Of Silver, Were You Of Gold
- 1997 - The Smell Of Blood But Victory
- 2016 - Live at Wolfsmond Festival

### Discografia con Death in June

#### Album
- 1998 - Take Care And Control
- 1998 - Operation Hummingbird
- 1998 - Heilige!
- 1998 - Live At Gjuro II - Zagreb 1998
- 1998 - Take Care And Control

### Discografia con Boyd Rice & Fiends

#### Album
- 2002 - Wolf Pact

#### Singoli
- 2002 - The Registered Three

### Discografia con Fragola Nera

#### Singoli
- 2003 - SPQR

### Discografia con Der Blutharsch

#### Album
- 1996 - Der Blutharsch
- 1998 - Der Sieg des Lichtes ist der Lebens Heil!
- 1998 - Der Gott der Eisen wachsen liess
- 1999 - Gold gab ich für Eisen
- 1999 - The Pleasures Received in Pain
- 2000 - The Long Way Home
- 2000 - The Track of the Hunted
- 2002 - When all else fails!
- 2004 - Time is thee enemy!
- 2004 - Speech of Truth Will Be Eternal
- 2005 - Live At The Monastery
- 2005 - When Did Wonderland End?
- 2006 - Live In Copenhagen
- 2007 - The Philosopher's Stone
- 2008 - Kreuzung Drei split con Reutoff
- 2009 - Flying High!
- 2009 - A Night Of Confusion
- 2010 - Live In Leiden